# Il mio corpo ti appartiene
Il mio corpo ti appartiene (The Men) è un film del 1950 diretto da Fred Zinnemann e prodotto da Stanley Kramer. La pellicola segna l'esordio di Marlon Brando, già protagonista alla sua prima interpretazione.
Per l'edizione VHS, il film è stato distribuito con il titolo Uomini.

## Trama
Ken è un giovane americano che, tornato paraplegico dalla Seconda Guerra Mondiale, aiutato dalla fidanzata Ellen, cerca di recuperare in un ospedale specializzato la possibilità di condurre una vita quasi normale.

## Analisi
Il film è molto realistico, ai limiti del documentaristico, è girato in un vero ospedale popolato di veri reduci e fece molta sensazione al momento dell'uscita perché non evitava la rappresentazione del problema sessuale dovuto all'handicap.

## Riconoscimenti
- 1951 - Premio Oscar
  - Candidatura Miglior soggetto e sceneggiatura a Carl Foreman
- 1952 - Jussi Awards
  - Miglior attore straniero a Marlon Brando

Nel 1950 il National Board of Review of Motion Pictures l'ha inserito nella lista dei migliori dieci film dell'anno.